# John D. Clark
John Drury Clark (Fairbanks, 15 de agosto de 1907 - 6 de julho de 1988) foi um projetista de foguetes, químico e escritor de ficção científica norte-americano.

### Ficção científica
- "Minus Planet," published in Astounding Science Fiction, Apr 1937.
- "Space Blister," published in Astounding Science Fiction, Aug 1937.

### Não-ficção
- "A new periodic chart", Journal of Chemical Education, 10,675-657 (1933).
- "A modern periodic chart of chemical elements", Science, 111, 661-663 (1950).
- "A Probable Outline of Conan's Career," with P. Schuyler Miller, published in The Hyborian Age (1938).
- "Introduction" to The Petrified Planet (1952) (reused for Uller Uprising, by H. Beam Piper (1983)).
- "The Silicone World", published in Startling Stories, December 1952.
- "An Informal Biography of Conan the Cimmerian," with P. Schuyler Miller, published in The Coming of Conan (1953).
- "An Informal Biography of Conan the Cimmerian," with P. Schuyler Miller and L. Sprague de Camp, published in Amra, vol. 2, no. 4, (1959).
- "Science Fact: Dimensions, Anyone?" published in Analog Science Fiction and Fact, November 1966.
- Ignition! An Informal History of Liquid Rocket Propellants. [S.l.]: Rutgers University Press. 1972. 214 páginas. ISBN 0813507251